# Senftenberg
Senftenberg (Bản mẫu:Lang-wen) là một đô thị thuộc huyện Oberspreewald-Lausitz, bang Brandenburg, Đức.

## Thành phố kết nghĩa
- Püttlingen, Đức
- Nowa Sól, Ba Lan
- Senftenberg, Áo
- Saint-Michel-sur-Orge, Pháp
- Veszprém, Hungary
- Žamberk, Cộng hòa Séc
- Fresagrandinaria, Ý

After the second half of the 19th century the inhabitants increased because of workers caming to Senftenberg in order to work in the coal mines. After the German Reunion many inhabitants moved to the western part of Germany.
| Developing of the number of inhabitants in Senftenberg from 1300 to 2007 | Developing of the number of inhabitants in Senftenberg from 1300 to 2007 | Developing of the number of inhabitants in Senftenberg from 1300 to 2007 | Developing of the number of inhabitants in Senftenberg from 1300 to 2007 | Developing of the number of inhabitants in Senftenberg from 1300 to 2007 | Developing of the number of inhabitants in Senftenberg from 1300 to 2007 | Developing of the number of inhabitants in Senftenberg from 1300 to 2007 | Developing of the number of inhabitants in Senftenberg from 1300 to 2007 | Developing of the number of inhabitants in Senftenberg from 1300 to 2007 | Developing of the number of inhabitants in Senftenberg from 1300 to 2007 | Developing of the number of inhabitants in Senftenberg from 1300 to 2007 | Developing of the number of inhabitants in Senftenberg from 1300 to 2007 | Developing of the number of inhabitants in Senftenberg from 1300 to 2007 | Developing of the number of inhabitants in Senftenberg from 1300 to 2007 | Developing of the number of inhabitants in Senftenberg from 1300 to 2007 | Developing of the number of inhabitants in Senftenberg from 1300 to 2007 | Developing of the number of inhabitants in Senftenberg from 1300 to 2007 |
| Năm                                                                      | Inhabitants                                                              |                                                                          | Năm                                                                      | Inhabitants                                                              |                                                                          | Năm                                                                      | Inhabitants                                                              |                                                                          | Năm                                                                      | Inhabitants                                                              |                                                                          | Năm                                                                      | Inhabitants                                                              |                                                                          | Năm                                                                      | Inhabitants                                                              |
| ------------------------------------------------------------------------ | ------------------------------------------------------------------------ | ------------------------------------------------------------------------ | ------------------------------------------------------------------------ | ------------------------------------------------------------------------ | ------------------------------------------------------------------------ | ------------------------------------------------------------------------ | ------------------------------------------------------------------------ | ------------------------------------------------------------------------ | ------------------------------------------------------------------------ | ------------------------------------------------------------------------ | ------------------------------------------------------------------------ | ------------------------------------------------------------------------ | ------------------------------------------------------------------------ | ------------------------------------------------------------------------ | ------------------------------------------------------------------------ | ------------------------------------------------------------------------ |
| 1300                                                                     | 400                                                                      |                                                                          | 1858                                                                     | 1.517                                                                    |                                                                          | 1939                                                                     | 17.566                                                                   |                                                                          | 1989                                                                     | 31.580                                                                   |                                                                          | 1996                                                                     | 26.647                                                                   |                                                                          | 2003                                                                     | 29.474                                                                   |
| 1474                                                                     | 600                                                                      |                                                                          | 1867                                                                     | 1.638                                                                    |                                                                          | 1946                                                                     | 17.783                                                                   |                                                                          | 1990                                                                     | 29.622                                                                   |                                                                          | 1997                                                                     | 27.109                                                                   |                                                                          | 2004                                                                     | 29.136                                                                   |
| 1555                                                                     | 900                                                                      |                                                                          | 1875                                                                     | 2.847                                                                    |                                                                          | 1950                                                                     | 18.260                                                                   |                                                                          | 1991                                                                     | 28.840                                                                   |                                                                          | 1998                                                                     | 26.424                                                                   |                                                                          | 2005                                                                     | 28.774                                                                   |
| 1575                                                                     | 918                                                                      |                                                                          | 1890                                                                     | 5.134                                                                    |                                                                          | 1964                                                                     | 24.053                                                                   |                                                                          | 1992                                                                     | 28.470                                                                   |                                                                          | 1999                                                                     | 25.576                                                                   |                                                                          | 2006                                                                     | 28.071                                                                   |
| 1680                                                                     | 1.150                                                                    |                                                                          | 1910                                                                     | 13.742                                                                   |                                                                          | 1971                                                                     | 24.367                                                                   |                                                                          | 1993                                                                     | 28.123                                                                   |                                                                          | 2000                                                                     | 24.740                                                                   |                                                                          | 2007                                                                     | 27.515                                                                   |
| 1806                                                                     | 979                                                                      |                                                                          | 1925                                                                     | 17.472                                                                   |                                                                          | 1981                                                                     | 32.005                                                                   |                                                                          | 1994                                                                     | 27.637                                                                   |                                                                          | 2001                                                                     | 30.539                                                                   |                                                                          |                                                                          |                                                                          |
| 1818                                                                     | 819                                                                      |                                                                          | 1933                                                                     | 17.803                                                                   |                                                                          | 1985                                                                     | 32.278                                                                   |                                                                          | 1995                                                                     | 27.336                                                                   |                                                                          | 2002                                                                     | 29.957                                                                   |                                                                          |                                                                          |                                                                          |

## Hình ảnh

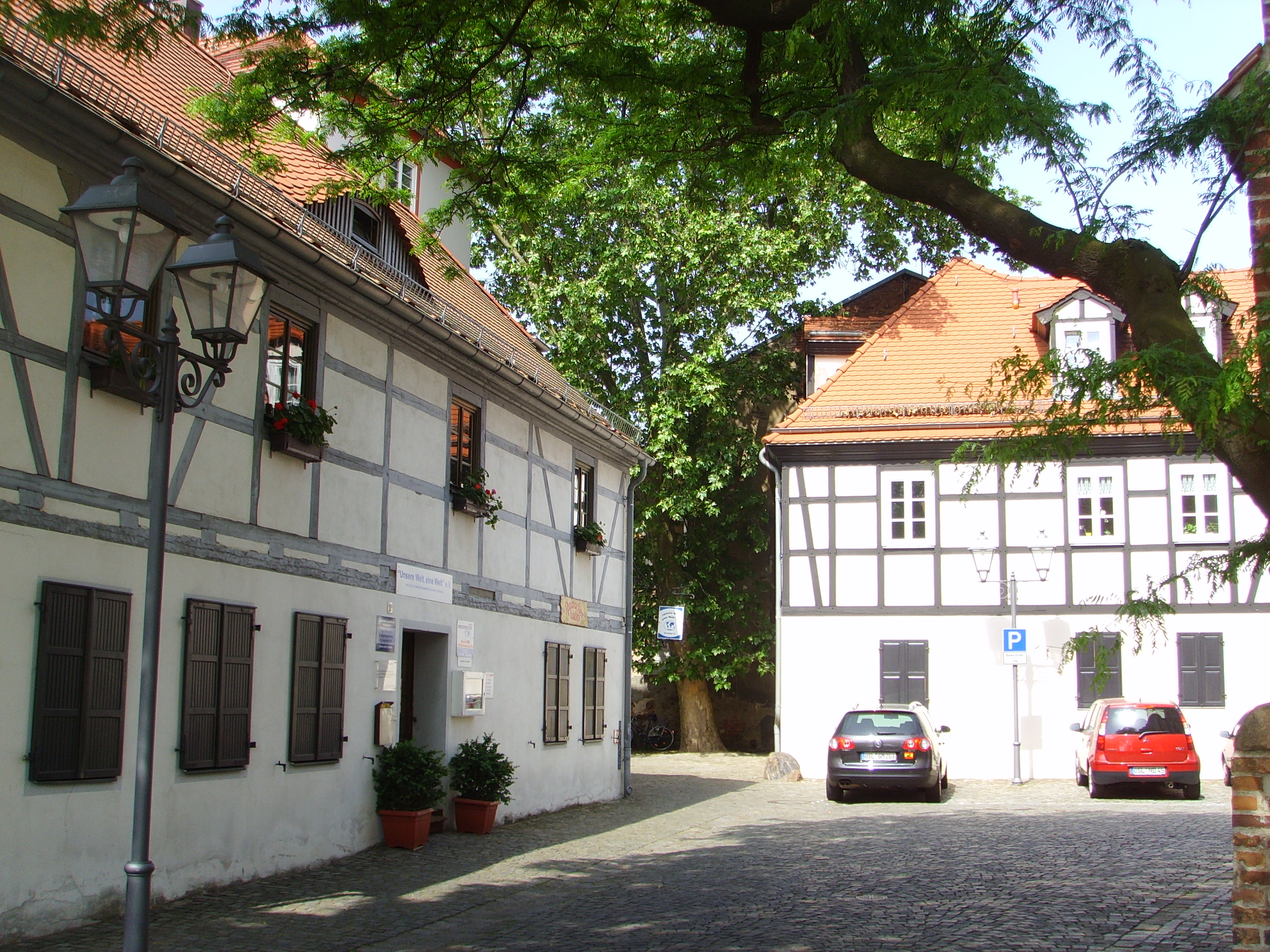
Senftenberg (Old Town)
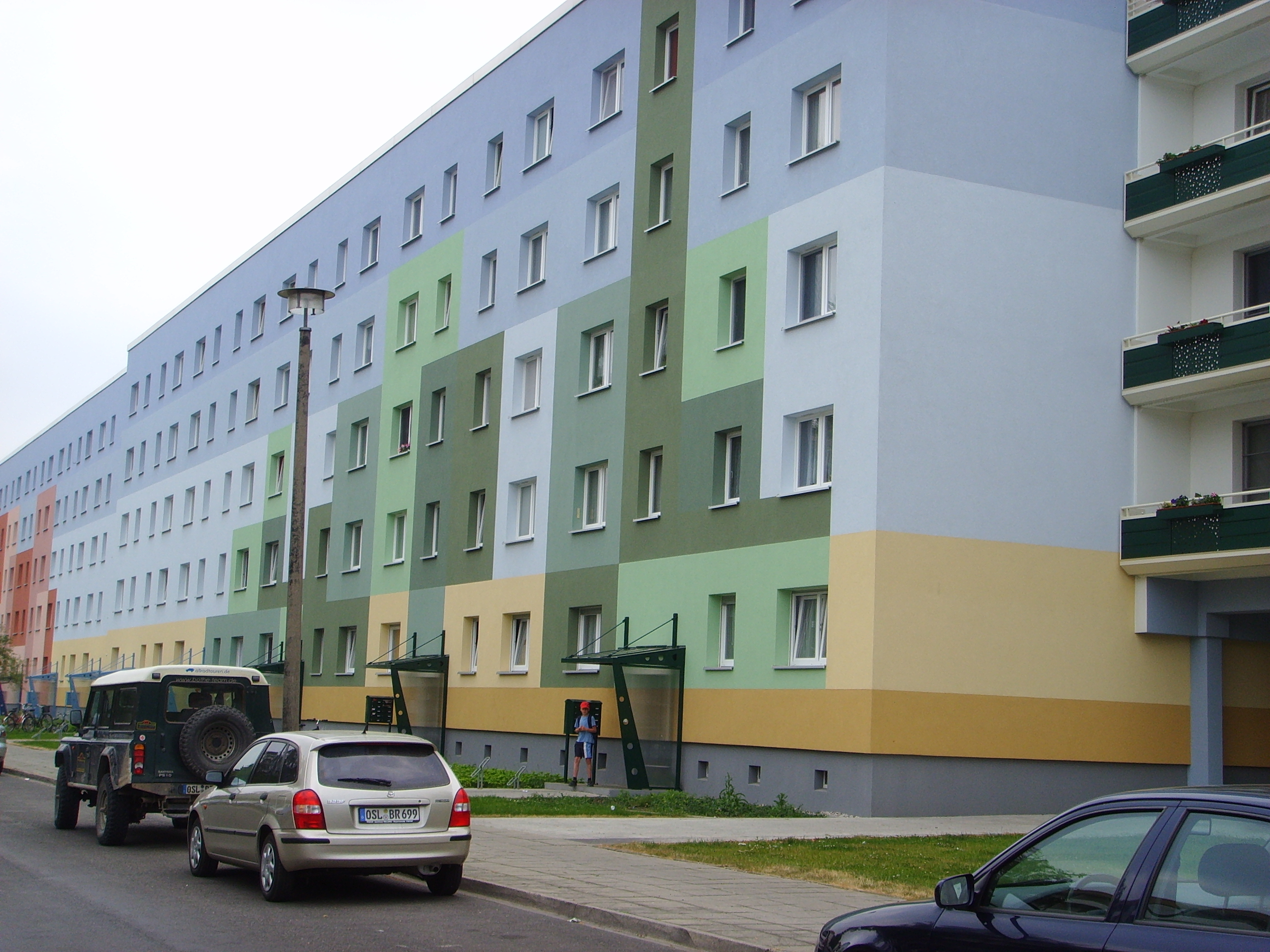
Estate housing
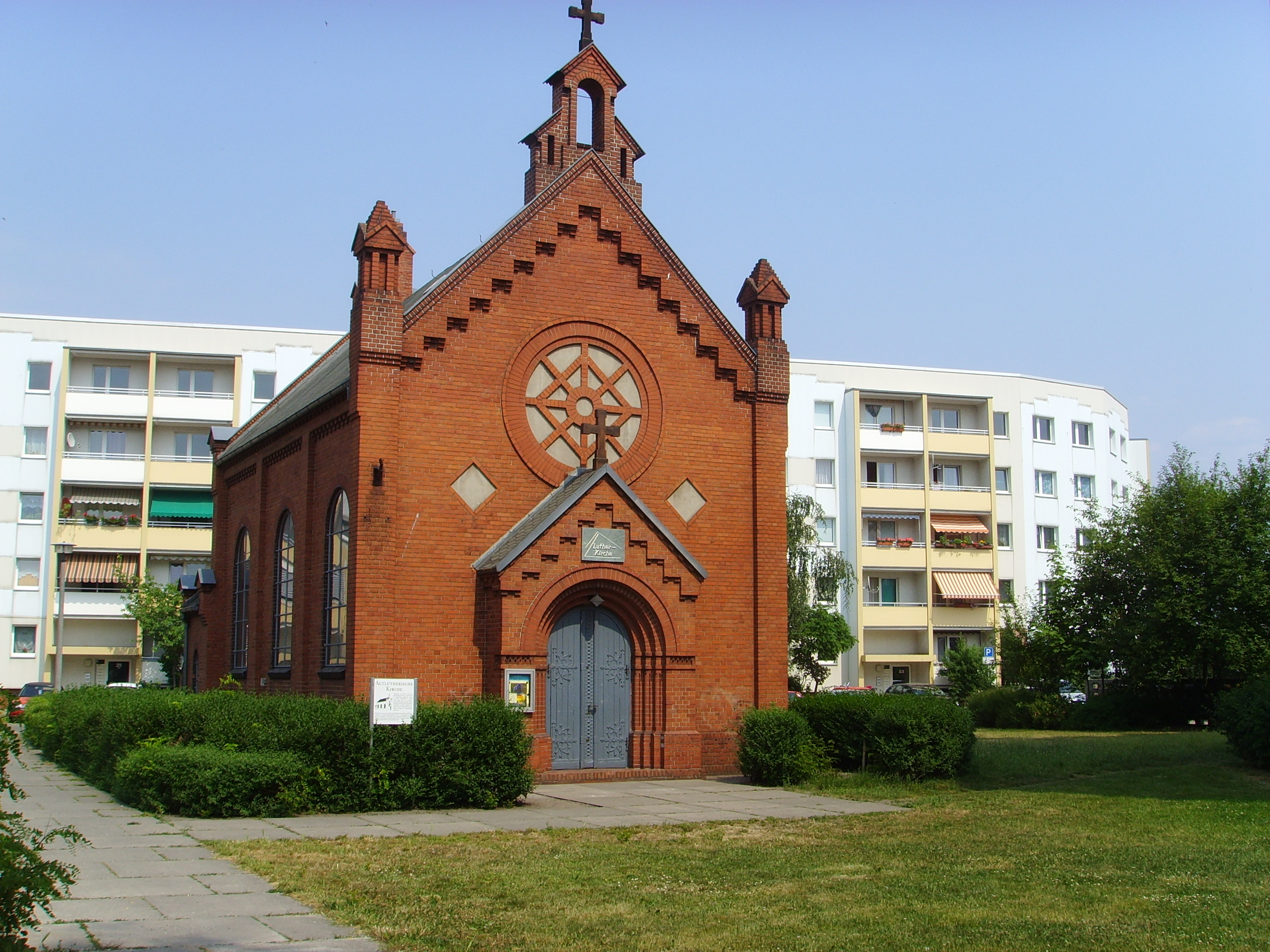
Lutheran church in "Jüttendorf"